# 金東日 (政治家)
金 東日、金 銅日（キム・ドンイル、朝鮮語: 김동일）は、朝鮮民主主義人民共和国の政治家。朝鮮労働党中央委員会第1副部長、同委員会委員。

## 経歴
出生地や生年月日は不明。2010年9月28日に開催された朝鮮労働党第3回党代表者会で朝鮮労働党中央委員会委員に選出された。この時の官職は延社郡党委員会責任書記。2011年12月17日に金正日総書記が死去した際には国家葬儀委員会委員に選ばれた。2014年3月9日に実施された最高人民会議第13期代議員選挙で代議員に選出され、2016年5月9日に開催された朝鮮労働党第7次大会で討論に参加し、朝鮮労働党中央委員会委員に選出された。
2019年4月11日に開催された朝鮮労働党中央委員会第7期第4回総会で党中央委員会部長に任命されたが、2019年12月28日の党中央委員会第7期第5回総会で党中央委員会第1副部長に降格された。